# 24369 Evanichols
24369 Evanichols è un asteroide della fascia principale. Scoperto nel 2000, presenta un'orbita caratterizzata da un semiasse maggiore pari a 3,1218783 UA e da un'eccentricità di 0,0910395, inclinata di 6,30032° rispetto all'eclittica.
È stato intitolato a Eva Megan Nichols (1990), studentessa premiata nel 2008 al concorso internazionale Intel per la scienza e l'ingegneria.